# 탈리올리니
탈리올리니(이탈리아어: tagliolini, 단수: tagliolino 탈리올리노[*]) 또는 탈랴린(피에몬테어: tajarin)은 이탈리아의 파스타이다. 탈리아텔레와 비슷하지만 더 얇다. 탈리아리니(이탈리아어: tagliarini, 단수: tagliarino 탈리아리노[*])나 탈리에리니(이탈리아어: taglierini, 단수: taglierino 탈리에리노[*])로 불리기도 한다. 피에몬테주가 그 본산이다. 그리고 계란으로 반죽하여 만든다(pasta all'uovo) 보통은 트뤼플과 함께 조리하여 버터를 첨가하며 이를 탈랴린 아이 타르투피(tajarin ai tartufi)라고 부른다. 육류를 기본으로 한 육수의 경우 스테이크 식으로 구워 먹는데 탈랴린 알 수고 디 아로스토(tajarin al sugo di arrosto)라는 이름으로 부른다..
리구리아 지방의 전통 파스타. 스파게티와 비슷하지만 좀 더 얇고 납작하다. 크림소스와 잘 어울린다.